# Olympus Pen F

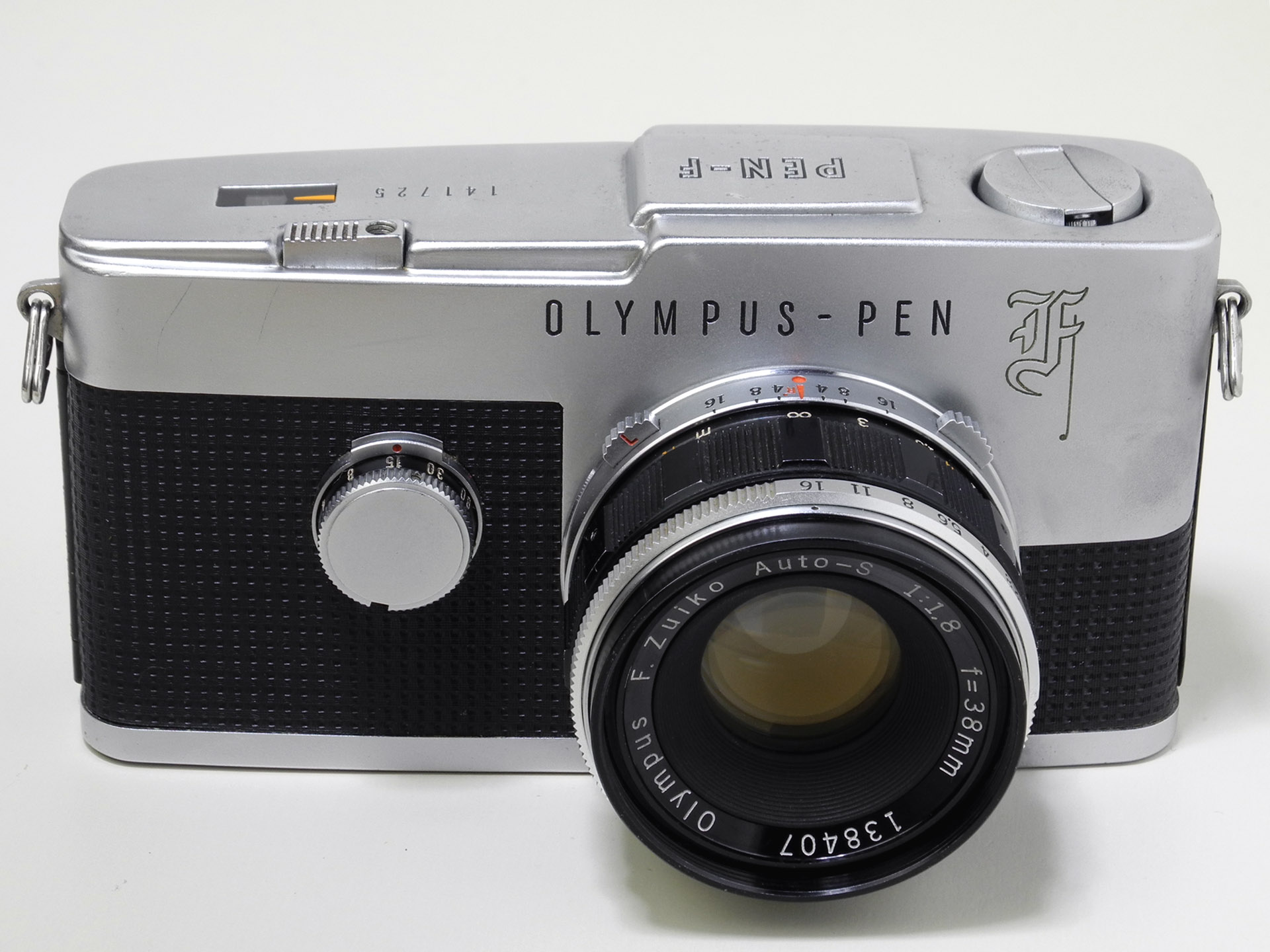
Фотоаппарат «Olympus Pen F»

Olympus Pen F — линейка полуформатных однообъективных зеркальных фотоаппаратов со сменными объективами, выпускавшаяся японской компаний Olympus в общей сложности с 1963 по 1970 годы. Дальнейшее развитие шкального семейства «Olympus Pen». Всего выпущено три модели: «Pen F», «Pen FT» и «Pen FV», отличающихся наличием TTL-экспонометра и курковым механизмом взвода.
Уникальность семейства заключается в том, что ни до, ни после выпуска этой линейки на полуформатном кадре не создавалось полноценных зеркальных фотосистем. Кроме того, для повышения компактности в фотоаппаратах использовались нестандартные технические решения: например вместо тяжёлой и громоздкой крышеобразной пентапризмы в качестве оборачивающей системы видоискателя использовалась призма Аббе — Порро. Небольшие размеры кадрового окна позволили использовать очень простой обтюраторный затвор. Титановый диск с секторным вырезом вращался вблизи фокальной плоскости, отсекая выдержки от 1/500 до 1 секунды, и обеспечивая синхронизацию электронной фотовспышки во всём этом диапазоне.
В итоге семейство «Pen F» стало самой компактной в мире тридцатипятимиллиметровой зеркальной фотосистемой. По габаритам камеры «Olympus» оказались меньше дальномерных, а благодаря полноценной линейке из 17 светосильных объективов «Zuiko» с фокусными расстояниями от 20 до 800 мм, были пригодны для полноценной профессиональной работы. Стандартного ролика фотоплёнки в кассете тип-135 хватало не на 36, а на 72 кадра. Такие возможности при небольших размерах привлекали к камерам семейства Pen F не только фотолюбителей, но и профессиональных фотожурналистов. Одним из почитателей фотосистемы долго оставался Юджин Смит, снявший ей не один фоторепортаж.
Благодаря совпадению размеров кадра с современной кинематографической системой «Супер-35» фотоаппараты этого семейства иногда используются для съёмки экспозиционных тестов («сайнексов») в профессиональном кинематографе. Для этого байонет модифицируется, чтобы получить возможность установки киносъёмочной оптики.